# Lechytia madrasica
Lechytia madrasica är en spindeldjursart som beskrevs av Sivaraman 1980. Lechytia madrasica ingår i släktet Lechytia och familjen Lechytiidae. Inga underarter finns listade i Catalogue of Life.